# NGC 6701
NGC 6701 est une galaxie spirale barrée située dans la constellation du Dragon. Sa vitesse par rapport au fond diffus cosmologique est de 3 856 ± 13 km/s, ce qui correspond à une distance de Hubble de 56,9 ± 4,0 Mpc (∼186 millions d'al). NGC 6701 a été découverte par l'astronome américain Lewis Swift en 1883.
NGC 6701 présente une large raie HI et elle renferme également des régions d'hydrogène ionisé. De plus, c'est une galaxie du champ, c'est-à-dire qu'elle n'appartient pas à un amas ou un groupe et qu'elle est donc gravitationnellement isolée.
NGC 6701 est une galaxie lumineuse dans l'infrarouge (LIRG). Sa luminosité dans l'infrarouge lointain (de 40 à 400 µm) est égale à 8,51 × 1010 {\displaystyle L_{\odot }} (1010,93{\displaystyle L_{\odot }}) et sa luminosité totale dans l'infrarouge (de 8 à 1 000 µm) est de 1,12 × 1011 {\displaystyle L_{\odot }} (1011,05{\displaystyle L_{\odot }}).